# ولادیسلاو کپ
ولادیسلاو کپ (انگلیسی: Vladislao Cap; ۵ ژوئیهٔ ۱۹۳۴ – ۱۴ سپتامبر ۱۹۸۲) بازیکن فوتبال اهل آرژانتین بود.
از باشگاه‌هایی که در آن بازی کرده‌است می‌توان به باشگاه فوتبال ریور پلاته، باشگاه فوتبال آرسنال ساراندی، باشگاه فوتبال ولز سارسفیلد، باشگاه فوتبال راسینگ کلوب آویاندا، و باشگاه فوتبال اتلتیکو هوراکان اشاره کرد.
وی همچنین در تیم ملی فوتبال آرژانتین بازی کرده‌است.